# キャピタニアン
| 累代        | 代     | 紀           | 基底年代 Mya |
| ----------- | ------ | ------------ | ------------ |
| 顕生代      | 新生代 | 第四紀       | 2.58         |
| 顕生代      | 新生代 | 新第三紀     | 23.03        |
| 顕生代      | 新生代 | 古第三紀     | 66           |
| 顕生代      | 中生代 | 白亜紀       | 145          |
| 顕生代      | 中生代 | ジュラ紀     | 201.3        |
| 顕生代      | 中生代 | 三畳紀       | 251.902      |
| 顕生代      | 古生代 | ペルム紀     | 298.9        |
| 顕生代      | 古生代 | 石炭紀       | 358.9        |
| 顕生代      | 古生代 | デボン紀     | 419.2        |
| 顕生代      | 古生代 | シルル紀     | 443.8        |
| 顕生代      | 古生代 | オルドビス紀 | 485.4        |
| 顕生代      | 古生代 | カンブリア紀 | 541          |
| 原生代      | 原生代 | 原生代       | 2500         |
| 太古代      | 太古代 | 太古代       | 4000         |
| 冥王代      | 冥王代 | 冥王代       | 4600         |
| 1. 2. 3. 4. |        |              |              |

キャピタニアン（英: Capitanian）は、国際層序委員会によって定められた地質学用語である、地質時代名の一つ。2億6510万年前（誤差40万年）から2億5910万年前（誤差50万年）にあたる、中期ペルム紀（グアダルピアン世）を三分した後期である。前の期は中期ペルム紀中期ウォーディアン、続く期は後期ペルム紀（ローピンジアン階）前期のチャンシンジアン。模式地はアメリカ合衆国テキサス州に位置する。
この時代の末には海洋無酸素事変と海洋酸性化に伴うキャピタニアン末の大量絶滅が起き、この原因はおそらく峨眉山トラップの噴火である。この絶滅事変は約1000万年後のさらに大規模なペルム紀末の大量絶滅に繋がった可能性がある。
ウーチャーピンジアンと同年代あるいは重複する層序名には Djulfian、Dzhulfian、Longtanian、Rustlerian、Saladoan、Castilianがある。

## 層序学的定義
キャピタニアンは1904年に地質学者ジョージ・バー・リチャードソが論文で初めて使用した。1961年には、グアダルピアン世（アメリカ合衆国テキサス州グアダルーペ山脈に由来）を細分する層序名として初めて使用され、それまではグアダルピアンもキャピタニアンもアメリカ合衆国南部で地域的にしか用いられていなかった。2001年に国際層序委員会の時代区分に認められた。ヨーロッパの時代区分では Zechstein の一部にあたる。
キャピタニアンの基底はアッセリアン、ローディアン、ウォーディアン、ウーチャーピンジアン、チャンシンジアンと同じくコノドントの種の初出現で定義されている。後期ペルム紀の根拠とされてきたフズリナの Lepidolina kumaensis 群集は現在ではキャピタニアンの示準化石とされている。これに伴い、放散虫 Follicucullus charveti の生息期間の大部分も後期キャピタニアンとされた。

## 出来事
キャピタニアンの海洋石灰岩の炭素の同位体から、δ13C値の上昇が示されている。この海水の炭素同位体比の変動は世界的な気候の寒冷化を反映する。この寒冷化は大型フズリナ（Verbeekninidae科）・大型二枚貝（Alatoconchidae科）・四射サンゴ・ワーゲノフィリッドサンゴ（Waagenophyllidae科）のような、より温暖な水域に生息していた種の間でキャピタニアン末の絶滅事変を起こした可能性がある。
前期グアダルピアン世（ローディアン期とウォーディアン期）のオルソン絶滅事変は、世界中の三分の二の生命が失われた低多様性期をもたらした。おそらく生物が空白となった生態的地位を生めたため世界的な生物多様性はキャピタニアンの間に劇的に向上したが、グアダルピアン世末すなわちキャピタニアン末の絶滅事変で生物多様性は再び低迷し、ウーチャーピンジアンでは低いままであった。

## 日本において
キャピタニアンの大量絶滅はテキサス州、中華人民共和国南部の広西省の蓬莱灘、中東からヨーロッパにかけてのテチス域で研究されてきた。日本の宮崎県高千穂町や岐阜県大垣市のジュラ紀付加体から産出する古海山頂部石灰岩からも上記の大量絶滅とペルム紀末の大量絶滅の痕跡が得られている。宮城県岩井崎石灰岩の最上部は、当時の寒冷化による海水準低下を上回る速度でキャピタニアンから後期ペルム紀にかけて海底が沈降したため、キャピタニアンの堆積層が保存されている。この研究から、熱帯低棲生物が寒冷化を原因に絶滅し、礁形成に代表される炭酸塩岩の堆積もキャピタニアンでほぼ終了し、ペルム紀末まで回復しなかったことが明らかにされた。
また、兵庫県篠山地域の藤岡奥セクションは示準化石となるコノドント化石が産出しなかったものの、Pseudoalbaillella simplex や Paraf ollicucullus sakumarensis といった放散虫化石が得られており、山中 (2001) での化石層序と合わせて前期ペルム紀（シスウラリアン世）アッセリアンからキャピタニアンに相当するとされている。